# BlacKkKlansman
BlacKkKlansman er en amerikansk biografisk dramafilm fra 2018 instrueret af Spike Lee.

## Medvirkende
- John David Washington som Ron Stallworth
- Adam Driver som Flip Zimmerman
- Laura Harrier som Patrice Dumas
- Topher Grace som David Duke
- Jasper Pääkkönen som Felix Kendrickson
- Ryan Eggold som Walter Breachway
- Paul Walter Hauser som Ivanhoe
- Ashlie Atkinson som Connie Kendrickson
- Harry Belafonte som Jerome Turner
- Alec Baldwin som Dr. Kennebrew Beauregard

## Eksterne Henvisninger
- BlacKkKlansman på Internet Movie Database (engelsk)
- BlacKkKlansman på Filmdatabasen
- BlacKkKlansman på Scope
- BlacKkKlansman på AlloCiné (fransk)
- BlacKkKlansman på MovieMeter (nederlandsk)
- BlacKkKlansman på AllMovie (engelsk)
- BlacKkKlansman hos American Film Institute (engelsk)
- BlacKkKlansman på Turner Classic Movies (engelsk)
- BlacKkKlansman på The Movie Database (engelsk)
- BlacKkKlansman på Rotten Tomatoes (engelsk)

1. ↑  Navnet er anført på engelsk og stammer fra Wikidata hvor navnet endnu ikke findes på dansk.